# Charles Kinsey
Charles Kinsey (* 1773 in Baltimore, Province of Maryland; † 25. Juni 1849 in Waldwick, New Jersey) war ein US-amerikanischer Politiker. Zwischen 1817 und 1821 vertrat er zwei Mal den Bundesstaat New Jersey im US-Repräsentantenhaus.

## Werdegang
Charles Kinsey besuchte die öffentlichen Schulen seiner Heimat. Danach arbeitete er in der Papierherstellung. Nach einigen Umzügen kam Kinsey nach New Prospect, dem späteren Ort Waldwick, wo er weiterhin als Papierfabrikant tätig war. Gleichzeitig begann er als Mitglied der Demokratisch-Republikanischen Partei eine politische Laufbahn. Zwischen 1812 und 1826 war er mehrfach Abgeordneter in der New Jersey General Assembly. Im Jahr 1814 gehörte er auch dem Staatsrat von New Jersey an, aus dem später der Staatssenat entstand.
Bei den Kongresswahlen des Jahres 1816 wurde Kinsey für den ersten Sitz von New Jersey in das US-Repräsentantenhaus in Washington, D.C. gewählt, wo er am 4. März 1817 die Nachfolge von Lewis Condict antrat. Bis zum 3. März 1819 konnte er eine Legislaturperiode im Kongress absolvieren. Nach dem Rücktritt seines Nachfolgers John Condit wurde Kinsey bei der fälligen Nachwahl als dessen Nachfolger in das US-Repräsentantenhaus gewählt, wo er am zwischen dem 2. Februar 1820 und dem 3. März 1821 die laufende Legislaturperiode als Abgeordneter beendete.
Nach dem Ende seiner Zeit im US-Repräsentantenhaus arbeitete Kinsey wieder in der Papierindustrie. Zwischen 1830 und 1845 war er Berufungsrichter und Vormundschaftsrichter für Waisenkinder im Bergen County. Charles Kinsey starb am 25. Juni 1849 in Waldwick.